# Holbrook (Arizona)
Holbrook je město v okrese Navajo County ve státě Arizona ve Spojených státech amerických.
K roku 2007 zde žilo 5 091 obyvatel. S celkovou rozlohou 39,9 km² byla hustota zalidnění 122,9 obyvatel na km².